# Avenue Jacques-Chirac
L'avenue Jacques-Chirac (en occitan : avenguda Jacme Chirac) est une voie de Toulouse, chef-lieu de la région Occitanie, dans le Midi de la France.

## Situation et accès

### Description
L'avenue Jacques-Chirac est une voie publique. Elle sépare les quartiers de Guilheméry et de Marengo-Jolimont, à l'ouest, des quartiers du Château-de-l'Hers, de Soupetard et de la Juncasse-Argoulets, à l'est.
Elle naît perpendiculairement à l'avenue de Castres. Elle est orientée au nord, décrivant de larges courbes en suivant approximativement les courbures de la butte du Calvinet elle-même. Elle se termine au niveau du rond-point du Capitaine-Alfred-Dreyfus, au carrefour de l'avenue Yves-Brunaud.

### Voies rencontrées
L'avenue Jacques-Chirac rencontre les voies suivantes, dans l'ordre des numéros croissants (« g » indique que la rue se situe à gauche, « d » à droite) :
1. Avenue de Castres
2. Chemin des Fontanelles - accès piéton
3. Chemin Sansou (g)
4. Rue des Arbustes (d)
5. Avenue Jean-Chaubet
6. Rue François-Oulié (d)
7. Avenue de la Gloire (d)
8. Chemin de Pelleport (d)
9. Rue de la Coquille (g)
10. Avenue de la Gloire (g)
11. Impasse de Soupetard  - accès piéton (g)
12. Rue de Soupetard  - accès piéton (d)
13. Impasse de Salonique - accès piéton (g)
14. Chemin de Hérédia  - accès piéton (d)
15. Avenue Henri-Guillaumet
16. Avenue Léon-Blum (g)
17. Avenue Yves-Brunaud
18. Rond-point du Capitaine-Alfred-Dreyfus

### Transports
L'avenue Jacques-Chirac est parcourue par la ligne de bus 37. Elle aboutit, au nord, sur l'avenue Yves-Brunaud, près de la station Jolimont, sur la ligne de métro .
Il existe plusieurs stations de vélos en libre-service VélôToulouse à proximité immédiate de l'avenue Jacques-Chirac : les stations no 212 (rue de la Chaumière), no 214 (48 avenue de Castres), no 337 (1 rue David-Elbaz), no 341 (42 rue de Soupetard), no 342 (face au 2 bis chemin de Pelleport) et no 343 (rue François-Oulié).

## Odonymie

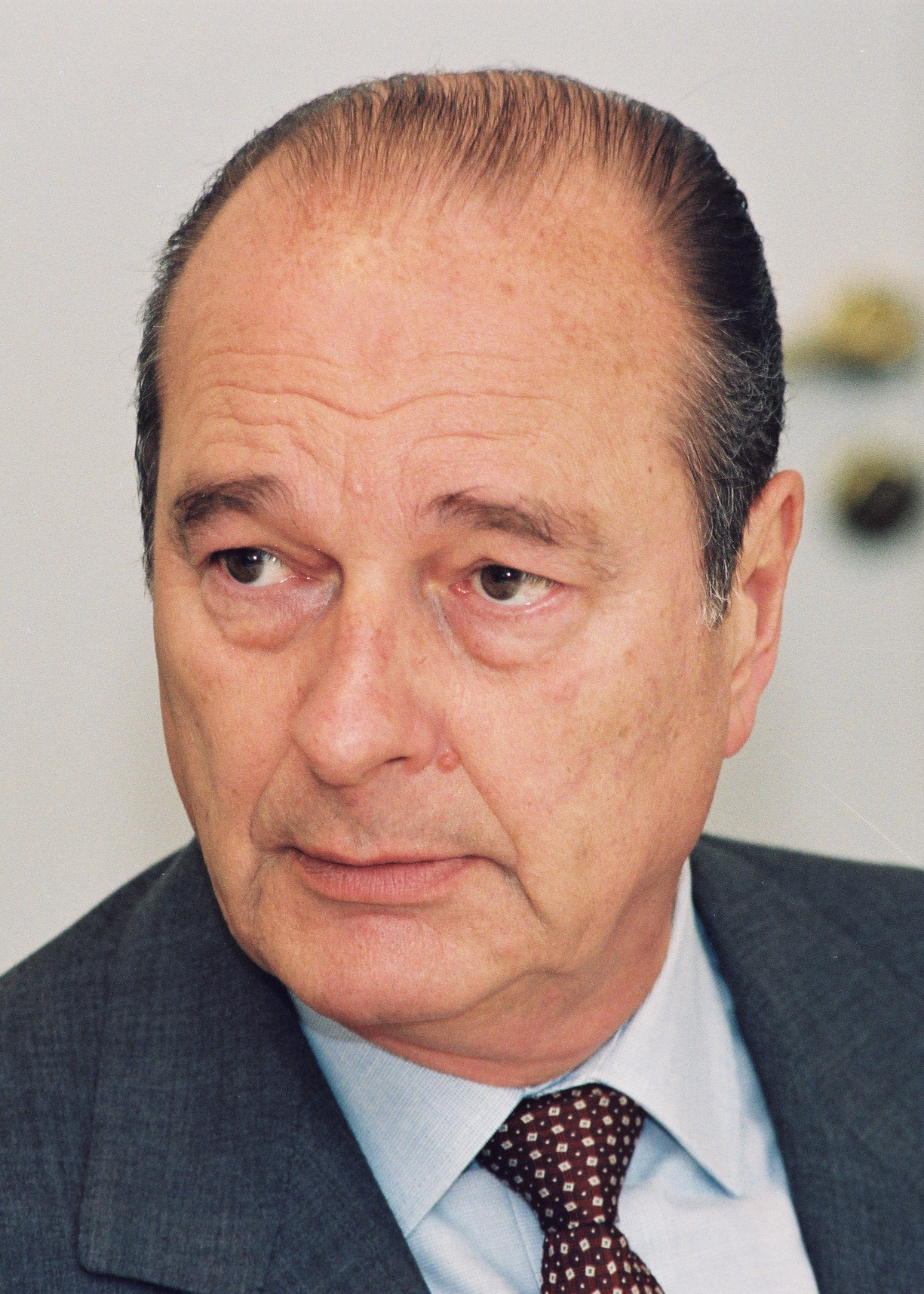
Jacques Chirac en visite à la Communauté européenne (1997, Christian Lambiotte).

Lors du conseil municipal du 19 octobre 2019, l'avenue a été nommée en hommage à Jacques Chirac (1932-2019), homme politique et président de la République de 1995 à 2007.
Depuis qu'elle avait été percée, entre 1974 et 1975, l'avenue était connue comme le boulevard des Crêtes. Elle suit en effet à peu près la ligne de crête du coteau de Jolimont.

## Histoire

### Époque contemporaine
Le percement du boulevard des Crêtes s'inscrit dans le cadre de l'aménagement de nouvelles voies de circulation rapide à l'est de la ville : il permet de relier le boulevard Deltour, au sud, à la nouvelle avenue Yves-Brunaud, percée seulement en 1968, au nord.
Les premiers travaux du boulevard sont commencés en 1973 entre la rue de Soupetard et le chemin de Hérédia, au moment de la construction de la cité de Soupetard, dans l'impasse du même nom (actuels no 42-48), par la société des Chalets. La nouvelle voie présente l'originalité d'être déconnectée du réseau viaire secondaire, afin de favoriser la vitesse en supprimant des carrefours inutiles : la mesure provoque cependant la coupure et la mise en impasse de plusieurs voies, telles l'impasse de Salonique, l'impasse de Soupetard, l'impasse de Pelleport et le chemin Sansou. Les travaux sont finalement achevés en 1975, faisant disparaître la plupart des jardins ouvriers qui occupaient l'emprise de la nouvelle voie.
Au début du XXIe siècle, la réflexion sur l'apaisement des circulations en ville amène la municipalité à prendre progressivement plusieurs mesures de transformation du boulevard. En 2001, on décide l'abaissement de la vitesse à 50 km/h, tandis que, de chaque côté de la chaussée, une des deux voies est réservée à la circulation des bus et des cyclistes. Enfin, en 2012, plusieurs plateaux ralentisseurs sont créés au niveau des passages piétonniers les plus dangereux.